# Оптическая томография
Оптическая томография (ОТ) — является одной из форм компьютерной томографии, которая создает цифровую объемную модель объекта с помощью реконструкции изображения, созданного из света, прошедшего и рассеянного через объект. Оптическая томография в основном используется для исследований в области медицинской визуализации.
Оптическая томография опирается на то, что исследуемый объект по меньшей мере светопропускающий или полупрозрачный, поэтому ОТ лучше подходит для мягких тканей; примером может являться томография груди и ткани головного мозга.
Мягкие ткани сильно рассеивают, но слабо поглощают свет в ближней инфракрасной и красной частях спектра, так что обычно используются длины волн этого диапазона.
В оптической томографии используется оптическое время пролета, для того, чтобы отличить проходящий свет от рассеянного света. Эта концепция была использована в нескольких опытных и коммерческих системах для визуализации исследований рака молочной железы и исследования мозга.
В последнее время, примерно с 2000 года, исследования направлены на разработку систем для флуоресцентной томографии тканей. В этих системах флуоресцентный сигнал, передающийся через ткань, нормализуется с помощью сигнала возбуждения этой ткани. Так большинство таких систем не требуют использования детекторов с разрешением по времени и частоте, хотя исследования в этой области продолжаются. Так как применение флуоресцентных молекул в организме человека довольно ограничено, то большая часть работ по флуоресцентной томографии проводилась на стадии доклинических исследований рака.
Исследования обеих направлений, и коммерческого, и исследовательского, показали, что они могут быть эффективны для наблюдения за экспрессией белка опухоли и отслеживании ответа на лечение.
Оптическая томография применяется в промышленности в качестве метода исследования внутренней структуры полупроводников.
В 1995—1996 гг. аспирант МФТИ А. В. Горшков предложил в качестве наиболее безопасного для живого организма излучения, обладающего достаточной проникающей способностью, диапазон длин волн около 10 мкм (5-15 мкм), соответствующий окрестностям максимума распределения Планка (излучения чёрного тела) при температуре человеческого организма.